# Kasratan

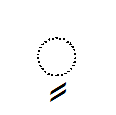
Le kasratan placé sous un cercle pointillé

Le kasratan (كَسْرَتَان en arabe) est un signe diacritique de l’écriture arabe indiquant la nunation de la vocalisation brève [i] de la lettre qu’il modifie. Il est composé de deux trait placé au-dessous de la lettre.
Ses caractères Unicode sont 0640 et 064D.